# Jorge Bentivegna
Jorge Oscar Bentivegna (Buenos Aires, 2 luglio 1942) è un ex calciatore argentino, di ruolo  attaccante.

## Carriera
Bentivegna inizia a giocare con l'Estudiantes (LP) con cui nelle stagioni 1961 e 1962 ottiene due quattordicesimi posti.
Nel 1964 è in Canada per giocare nel Toronto Roma, sodalizio militante nella Eastern Canada Professional Soccer League. Bentivegna diventa il capocannoniere del campionato 1964 con ventuno reti.
Nel 1967 passa al Toronto Falcons con cui ottiene il quarto posto nella Western Division della NPSL 1967.

## Palmarès

### Individuale
- Capocannoniere della ECPSL: 1

1964 (21 gol)